# Lamia Boutaleb
Lamia Boutaleb est une femme politique marocaine, membre du Rassemblement national des indépendants (RNI).

## Biographie

### Origines et famille
Lamia Boutaleb est issue de la haute bourgeoisie fassie.
Elle est la petite-fille de Moulay Ali Kettani, fondateur du Groupe SOPAR, et la nièce de Saad Kettani, héritier de la famille propriétaire de Wafabank avant sa fusion avec Attijari.

### Études
Elle a obtenu un MBA à la Wharton School of Business de l'université de Pennsylvanie et en 1993 une licence en finance et gestion à HEC Lausanne. Elle a aussi suivi le Program for leadership Developpement, Launching New Ventures, Changing the Game à la Harvard Business School entre 2007 et 2008.
En 2000, elle intègre le groupe Wafabank, y dirigeant la Wafa Bourse ; en 2002, elle prend la direction de la filiale Wafa Trust, consacrée aux activités d'investissement et de corporate finance du groupe. Entre 2005 et 2007, elle est administratrice directrice générale d'Attijari Invest (nouveau nom de la Wafabank après son rachat par la Banque commerciale du Maroc) et d'Attijari Capital Risque dans le groupe Attijariwafa Bank. Entre 2007 et 2009, elle est conseillère du PDG de l'Office chérifien des phosphates (OCP). En 2009, elle cofonde le groupe Capital Trust, dont elle devient la PDG. Elle participe au groupe chargé de préparer le dossier financier de la candidature du Maroc pour accueillir la coupe du monde de football de 2010. Elle préside l'Association des sociétés de gestion et fonds d'investissement marocains (ASFIM), et, depuis 2016, elle est membre du conseil d'administration exécutif Afrique, Europe et Moyen Orient au sein de la Wharton School.

### Carrière politique
Le 5 avril 2017, elle est nommée secrétaire d'État chargée du Tourisme dans le gouvernement El Othmani.
Dès sa prise de fonctions, le 9 mai 2017, Lamia Boutaleb se retrouve au centre d'une polémique. À l'occasion d'une séance de questions au gouvernement, son intervention montre sa maîtrise approximative de l'arabe, pourtant langue officielle du pays. 

#### Affaire Southbridge A&I
Le 31 août 2017, un article de Maghreb Confidentiel révèle qu'un contrat a été attribué à une société détenue par son collègue au bureau politique du parti du Rassemblement national des indépendants, Hassan Belkhayat. 
Le journal révèle que la société Southbridge A&I a été créée seulement quelques mois plus tôt. 
Selon son registre de commerce,  associé unique et gérant porte le capital à 2,01 millions de dirhams le 27 juillet 2017. Le mode de passation de ce marché n'a jamais été clarifié.
Lamia Boutaleb affirme dans un bref communiqué, qu'aucun contrat n'a été signé, mais que certaines entreprises ont été consultées dans une procédure restreinte. 
Le lendemain, la publication d'un e-mail du chef de cabinet de Lamia Boutaleb, qui confirme que l'exécution du contrat avait déjà été entamée, remet en question la version de la ministre. Le chef du gouvernement, Saâdeddine El Othmani, assure ne pas avoir donné son aval à un contrat de gré à gré.